# Digueu-li Catalunya
Digueu-li Catalunya (originàriament És molt senzill: digueu-li Catalunya) subtitulat Centre i perifèria en la nació catalana, és un llibre d'assaig polític de Josep Guia publicat per primera vegada l'any 1985. El treball proposa la generalització de l'ús del terme Catalunya per al conjunt de territoris dels Països Catalans, i planteja estratègies de recuperació i reconstrucció nacional basades en la interacció entre centre i perifèria, esdevenint un llibre de referència en el seu camp.
L'obra ha estat reeditada diverses vegades d'ençà de la seva primera aparició el 1985 a Llibres del Llamp com És molt senzill: digueu-li Catalunya. Centre i perifèria en la nació catalana dins la col·lecció «La Rella», i va tenir reimpressions el 1986 i 1988. La seva publicació va ser objecte de múltiples crítiques, favorables i contràries, en diversos mitjans. Aquesta primera acollida del llibre, diversa, és resumida en les seves edicions posteriors. Fou corregit i ampliat en la sisena edició de 1997 publicada a Llibres del Segle i titulada Digueu-li Catalunya. Centre i perifèria en la nació catalana, dins la col·lecció «Què us diré».
Un dels referents immediats d'aquest text és el treball de Joan Fuster, qui impulsava en el seu assaig Qüestió de noms (1962) l'ús del terme compost Països Catalans, tot expressant que l'ideal fóra la denominació de Catalunya per denotar tota la nació catalana. La proposta de Guia recull, així mateix, una llarga tradició d'ús ampli del significant Catalunya. Com a exemple paradigmàtic, el mallorquí Gabriel Alomar es referia a tota la Catalunya com a agrupació de la Catalunya continental i la Catalunya insular, tal com recull Gregori Mir en el llibre Sobre nacionalisme i nacionalistes a Mallorca (2007).